# Landschaftsschutzgebiet Ponitrie
Das Landschaftsschutzgebiet Ponitrie (slowakisch Chránená krajinná oblasť Ponitrie) ist ein Landschaftsschutzgebiet im Südosten der Slowakei. Es bedeckt die Gebirge Tribeč (deutsch Tribetzgebirge) und Vtáčnik (deutsch Vogelgebirge) und liegt mehrheitlich in den politischen Bezirken Nitriansky kraj (Okresy Nitra, Topoľčany und Zlaté Moravce) sowie Trenčiansky kraj (Okresy Partizánske und Prievidza). Kleinere Teile liegen im Banskobystrický kraj (Okresy Žarnovica und Žiar nad Hronom). Der Name bezieht sich auf das Tal des Flusses Nitra, der nördlich und westlich des Landschaftsschutzgebietes fließt.
Der Sitz der Verwaltung befindet sich in Nitra.

## Geographie

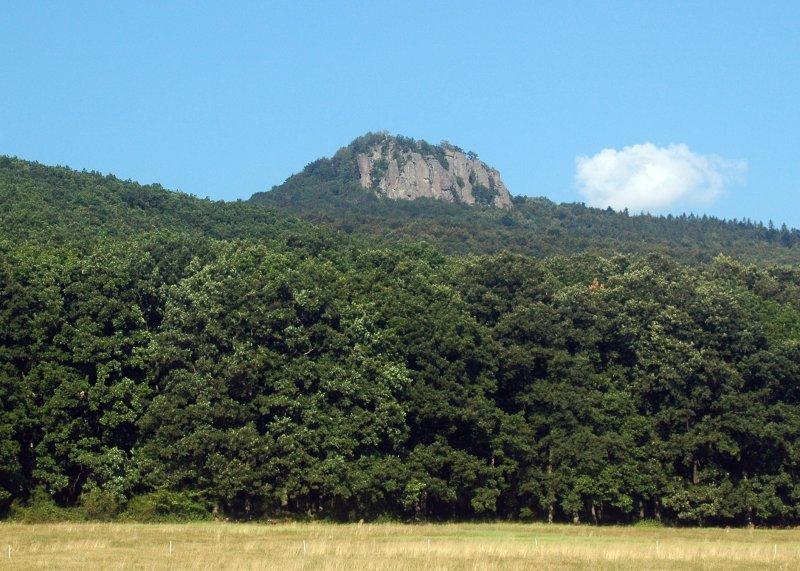
Der Berg Žarnov mit Andesitfelsen

Das Landschaftsschutzgebiet setzt sich aus zwei unterschiedlichen Gebirgseinheiten zusammen, die sich in geologischer Struktur, Waldtypen sowie Pflanzen- und Tierwelt unterscheiden. Das Tribetzgebirge ist ein von Granit, Dolomit, Kalkstein und Schiefer gebildetes Gebirge. Ein Spezifikum des Gebirges sind Felsen, die besonders an Randgebieten auftreten. Wie die Kleinen Karpaten oder der Inowetz weiter westlich ragt es in das slowakische Donautiefland hinaus, somit beherbergt das Gebiet, bedingt mit weiteren Faktoren wie das Klima oder Exposition, mehr wärmeliebende Pflanzen als das Vogelgebirge. Im Naturreservat Zoborská lesostep sind Steppe- und Waldsteppe-Arten vertreten.
Das Vogelgebirge im Nordosten ist hingegen vulkanischen Ursprungs und wird von vulkanischen Gesteinen aus dem Tertiär, mehrheitlich von Andesit und Rhyolith gebildet. Es ist Teil des Slowakischen Mittelgebirges und ist wegen bizarrer Felsgebilde interessant. Einige davon sind zum Beispiel in Buchlova, Kláštorská skala und am Berg Vtáčnik zu finden.

## Flora und Fauna
Als typische Bäume für das Tribetzgebirge gelten Eichen, Hainbuchen und in höher gelegenen Teilen Buchen. Dort wachsen seltene oder gefährdete Pflanzenarten, wie Thlaspi jankae (Gattung Hellerkräuter), Salbei-Gamander, Bunte Platterbse, Zwerg-Schwertlilie, Frühlings-Adonisröschen, Große Kuhschelle, Türkenbund und weitere. Im Vogelgebirge ist Strauchgewächs, vorwiegend aus Buchen, kombiniert mit Fichten, üblich. Seltener kann man auch Europäische Eiben finden. Im Gegensatz zum Tribetzgebirge wachsen hier mehr Gebirgspflanzen, wie: Grauer Alpendost, Österreichische Gämswurz, Wald-Hainsimse, Platanen-Hahnenfuß, Aconitum moldavicum (Gattung Eisenhut) und Crepis sibirica (Gattung Pippau).
Aus der Tierwelt sind mehr als 5100 Arten der Wirbellosen sowie 220 Arten der Wirbeltiere bekannt. Manchmal kann man im Gebirge Luchse und Wildkatzen finden. „Spezialitäten“ des Tribetzgebirges sind Mufflone und Damhirsche, die bis 1867 jedoch nicht heimisch waren. Einige Greifvögel sind der Kaiseradler, Schreiadler und Wespenbussard. Aus den Wirbellosen leben hier z. B. der Große Eichenbock, Nashornkäfer, Weinzwirner und die Große Sägeschrecke.

## Besonderer Naturschutz
- Národné prírodné rezervácie (NPR, Nationale Naturreservate)

Hrdovická (30,03 ha, seit 1982)
Veľká Skala (59,2 ha, 1984)
Vtáčnik (245,62 ha, 1950)
Zoborská lesostep (23,02 ha, 1952)
- Prírodné pamiatky (PP, Naturdenkmale)

Končitá (1 ha, seit 1973)
Ostrovica (4,44 ha, 1992)
- Prírodné rezervácie (PR, Naturreservate)

Buchlov (103,96 ha, seit 1984)
Dobrotínske skaly (4,39 ha, 1980)
Kovarská hôrka (4,4 ha, 1993)
Lupka (20,73 ha, 1953)
Makovište (24,11 ha, 1973)
Sokolec (73,22 ha, 1997)
Solčiansky háj (7,07 ha, 1984)
Žibrica (68,61, 1954)
- Chránené areály (CHA, Geschützte Areale)

Huntácka dolina (8,74 ha, 2000)
Ivanov salaš (19,28 ha, 2000)
Jelenská gaštanica (3,8 ha, 1952)
Lefantovský park (29,01 ha, 1982)
Quelle: